# Multivac
Multivac é um supercomputador ficcional que apareceu em várias histórias de ficção científica do escritor americano Isaac Asimov. De acordo com sua autobiografia In Memory Yet Green, Asimov cunhou o nome imitando UNIVAC, um dos primeiros computadores mainframes . Asimov assumiu que o nome “Univac” denotava um computador uma única válvula termiônica (na verdade é um acrônimo para “Universal Automatic Computer”), e com a base de que um computador com muitas válvulas iria ser mais poderoso, chamou seu computador ficcional de “Multivac”.  Seu conto posterior, “The Last Question”, entretanto, diz que o suffixo AC é “analog computer”.
Como muitas das tecnologias que Asimov descreve em sua ficção, as exatas especificações do Multivac variam em suas aparições. Em todos os casos, é um computador operado pelo governo que responde perguntas, e é normalmente colocado no subterrâneo por segurança. Entretanto, Asimov nunca fala um tamanho em particular para o computador (exceto mencionar que é bem grande) ou as instalações de apoio em seu redor. No conto “Franchise” é descrito como sendo de meia milha (c. 800 metros) e três andares de altura, até onde o público sabe, enquanto em “All the Troubles of the World” diz que ele enche Washinghton D.C.. Tem menções frequentes de corredores e pessoas no interior de Multivac. Ao contrário de muitas inteligências artificiais apresentadas na Série Robôs, a interface de Multivac é mecanizada e impessoal, consistindo em consoles de comandos complexos onde poucos humanos podem operar (com exceção do “Key Item”).
Pensando que a tecnologia dependeria de tubos a vácuo, o conceito – de que toda informação poderia ser contida no computador e acessada de um terminal doméstico – constitui uma referência inicial à possibilidade da Internet (como em “Aniversary”. Em “The Last Question”, é mostrado que Multivac teve uma vida de vários milhares de anos, crescendo ainda mais a cada seção da história, o que pode explicar seus tamanhos diferentes apresentados na linha do tempo interna da história.

## Linhas da História
Em uma história antiga do Multivac, “Franchise”, Multivac escolhe a pessoa “mais representativa” da população dos Estados Unidos, que o computador interroga para determinar a orientação geral do país. Todos os escritórios eleitos são enchidos por candidatos que o computador calcula como aceitáveis para a população. Asimov escreveu essa história como a culminação lógica – e/ou possivelmente o reductio ad absurdum – da habilidade do UNIVAC de prever resultados eleitorais a partir de pequenas amostras.
Na que é possivelmente a história mais famosa do Multivac, “The Last Question”, dois técnicos meio bêbados perguntam a Multivac se a Humanidade pode reverter o aumento da entropia. Multivac falha, mostrando a mensagem de erro “DADOS INSUFICIENTES PARA RESPOSTA SIGNIFICATIVA”. A história continua através de muitas versões da tecnologia do computador, cada um mais poderoso e etéreo que o anterior. A cada um desses computadores é feita a pergunta, e cada um retorna com a mesma resposta até finalmente o Universo morre. Nesse ponto, o sucessor final do Multivac, o AC Cósmico (que existe inteiramente no hiperespaço) coletou todos os dados que foi possível, e então coloca a questão para si mesmo, e persevera até finalmente responder A Última Pergunta. Finalmente, o AC Cósmico conseguiu decifrar a pergunta, anunciando “Que Haja Luz!” e essencialmente ascendeu ao estado de Deus no Antigo Testamento. Asimov disse que essa é sua história favorita.
Em “All the Troubles of the World”, a versão apresentada do Multivac revela um problema bem inesperado. Tendo carregado o peso de toda a Humanidade em seus ombros figurativos por eras, acabou ficando cansado, e faz planos para causar sua própria morte.